# Haplophryne mollis
Haplophryne mollis är en fiskart som först beskrevs av Brauer 1902.  Haplophryne mollis ingår i släktet Haplophryne och familjen Linophrynidae. Inga underarter finns listade i Catalogue of Life.